# Józef Wroniak

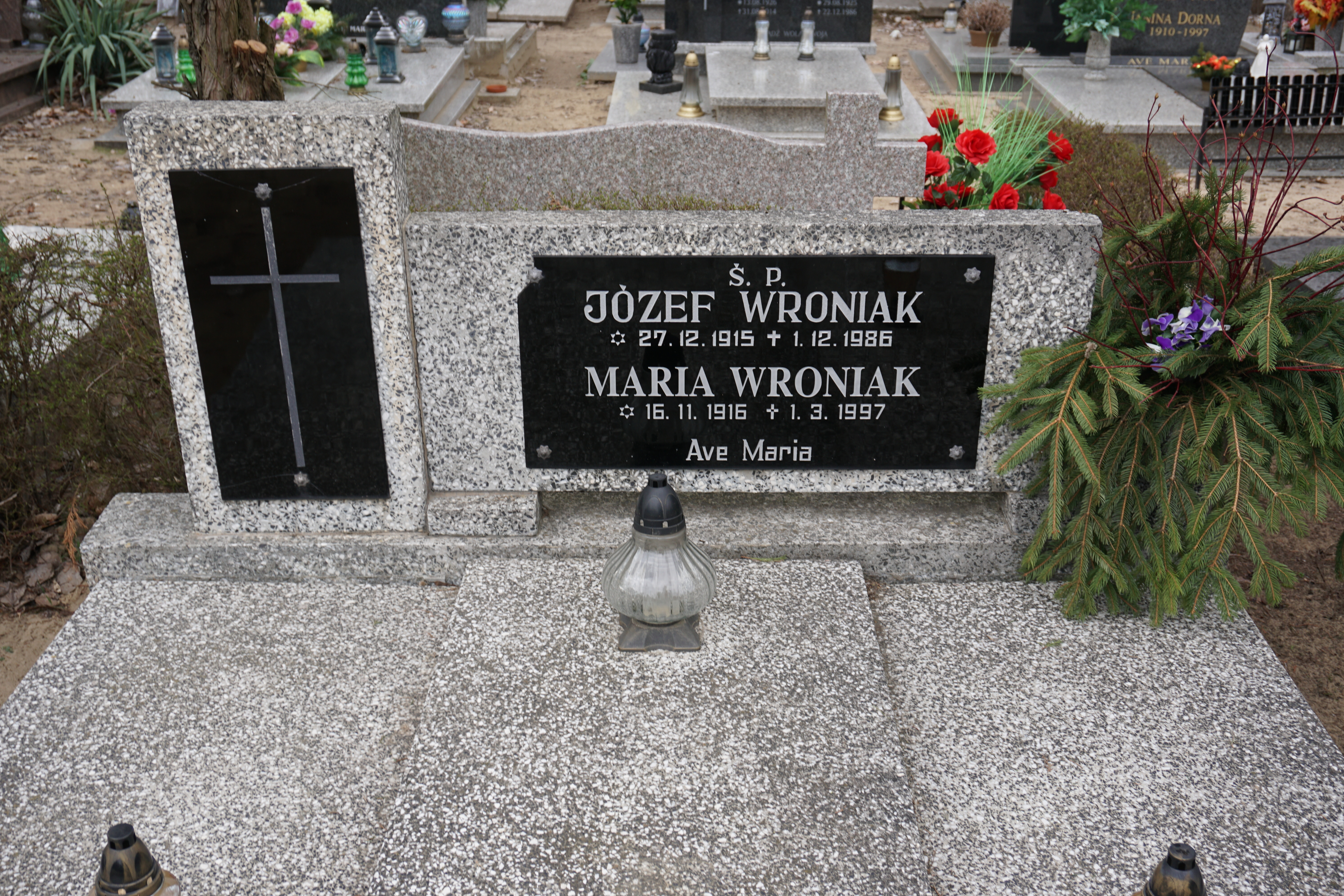
Grób Józefa Wroniaka na cmentarzu Miłostowo w Poznaniu

Józef Wroniak (ur. 27 grudnia 1915 w Johannenhofie, zm. 4 grudnia 1986) – polski działacz polityczny, poseł na Sejm PRL III, IV i V kadencji.

## Życiorys
Uzyskał wykształcenie średnie. Zajmował stanowiska sekretarza Gromadzkiej Rady Narodowej, wicestarosty, a także przewodniczącego prezydium Powiatowej Rady Narodowej we Wrześni i w Poznaniu. Pełnił funkcję prezesa Wojewódzkiego Komitetu Zjednoczonego Stronnictwa Ludowego w Poznaniu, zasiadał też w Naczelnym Komitecie tej partii. W 1961, 1965 i 1969 uzyskiwał mandat posła na Sejm PRL w okręgu Kalisz. W trakcie III i IV kadencji zasiadał w Komisji Spraw Wewnętrznych, w IV ponadto w Komisji Mandatowo-Regulaminowej. Następnie w V kadencji zasiadał w Komisji Przemysłu Lekkiego oraz w Komisji Przemysłu Lekkiego, Rzemiosła i Spółdzielczości Pracy.
Pochowany na cmentarzu komunalnym Miłostowo w Poznaniu (pole 41, kwatera 4).

## Odznaczenia
- Order Sztandaru Pracy II klasy
- Krzyż Kawalerski Orderu Odrodzenia Polski
- Złoty Krzyż Zasługi
- Srebrny Krzyż Zasługi (1954)[2]
- Medal 10-lecia Polski Ludowej (1955)[3]
- Odznaka 1000-lecia Państwa Polskiego